# Nuoto ai Giochi della XXVIII Olimpiade - Staffetta 4x100 metri stile libero femminile

## Record
Prima di questa competizione, il record del mondo (WR) e il record olimpico (OR) erano i seguenti.
| Record mondiale | 3'36"00 | Katrin Meißner, Petra Dallmann, Sandra Völker e Franziska van Almsick Germania | 29 luglio 2002 Berlino, Germania    |
| Record olimpico | 3'36"61 | Amy Van Dyken, Dara Torres, Courtney Shealy e Jenny Thompson Stati Uniti       | 16 settembre 2000 Sydney, Australia |

Durante l'evento sono stati migliorati i seguenti record:
| Data      | Evento | Atleta                                                   | Nazione   | Tempo   | Record          |
| --------- | ------ | -------------------------------------------------------- | --------- | ------- | --------------- |
| 14 agosto | Finale | Alice Mills, Lisbeth Lenton, Petria Thomas e Jodie Henry | Australia | 3'35"94 | Record mondiale |

## Batterie
Si sono svolte 2 batterie di qualificazione. Le prime 8 squadre si sono qualificate per la finale.

### 1ª batteria
1. Germania: Petra Dallmann, Britta Steffen, Daniela Götz, Antje Buschschulte, 3:41.19 - Q
2. Regno Unito: Alison Sheppard, Kathryn Evans, Karen Pickering, Melanie Marshall, 3:41.96 - Q
3. Francia: Solenne Figuès, Celine Couderc, Aurore Mongel, Malia Metella, 3:42.42 - Q
4. Cina: Jiaru Cheng, Yanwei Xu, Yingwen Zhu, Yang Yu 3:42.84 - Q
5. Corea del Sud: So-Eun Sun, Yoon-Ji Ryu, Min-Ji Shim, Hyun-Ju Kim, 3:44.84
6. Italia: Cecilia Vianini, Cristina Chiuso, Sara Parise, Federica Pellegrini, 3:44.88
7. Rep. Ceca: Jana Mysková, Petra Klosová, Ilona Hlaváčková, Sandra Kaziková, 3:46.83
8. Spagna: Tatiana Rouba, Ana Belén Palomo, Laura Roca, Melissa Caballero, 3:47.47

### 2ª batteria
1. Australia: Alice Mills, Lisbeth Lenton, Sarah Ryan, Jodie Henry, 3:38.26  - Q
2. Stati Uniti: Amanda Weir, Colleen Lanne, Lindsay Benko, Maritza Correia, 3:39.46 - Q
3. Paesi Bassi: Inge Dekker, Annabel Kosten, Marleen Veldhuis, Chantal Groot, 3:39.93 - Q
4. Svezia: Josefin Lillhage, Cathrin Carlzon, Therese Alshammar, Johanna Sjöberg, 3:41.51 - Q
5. Bielorussia: Hanna Shcherba, Maryia Shcherba, Iryna Niafedava, Sviatlana Khakhlova, 3:45.38
6. Brasile: Rebeca Gusmão, Tatiana Lima, Renata Burgos, Flávia Delaroli, 3:45.38
7. Svizzera: Dominique Diezi, Marjorie Sagne, Seraina Pruente, Nicole Zahnd, 3:48.61

DSF  Grecia: Nery Mantey Niangkouara, Zoi Dimoschaki, Martha Matsa, Eleni Kosti

## Finale
1. Australia: Alice Mills, Lisbeth Lenton, Petria Thomas, Jodie Henry, 3:35.94
2. Stati Uniti: Kara Lynn Joyce, Natalie Coughlin, Amanda Weir, Jenny Thompson, 3:36.39
3. Paesi Bassi: Chantal Groot, Inge Dekker, Marleen Veldhuis, Inge de Bruijn, 3:37.59
4. Germania: Antje Buschschulte, Petra Dallmann, Daniela Götz, Franziska van Almsick), 3:37.94
5. Francia: Solenne Figuès, Celine Couderc, Aurore Mongel, Malia Metella, 3:40.23
6. Regno Unito: Melanie Marshall, Kathryn Evans, Karen Pickering, Lisa Chapman, 3:40.82
7. Svezia: Josefin Lillhage, Johanna Sjöberg, Therese Alshammar, Anna-Karin Kammerling, 3:41.22
8. Cina: Jiaru Cheng, Yanwei Xu, Yang Yu, Yingwen Zhu, 3:42.90